# Roberto Locatelli

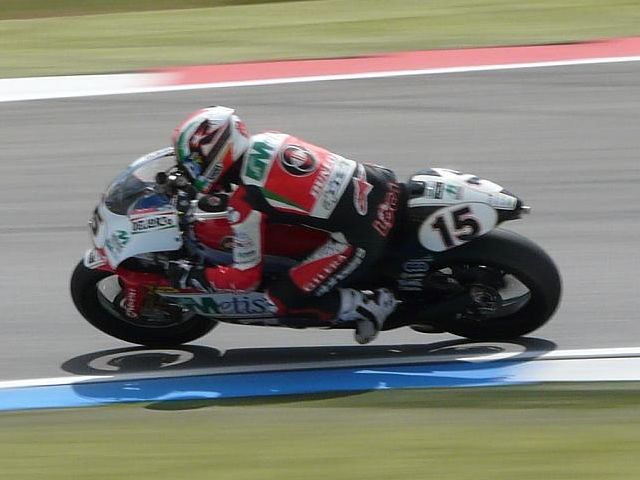
Roberto Locatelli en la carrera celebrada en Assen en la temporada 2008 del Campeonato del Mundo de Motociclismo

Roberto Locatelli (5 de julio de 1974, Bérgamo, Italia) es un expiloto de motociclismo profesional que corrió su último año con el Metis Gilera, compartiendo equipo con Marco Simoncelli.
Llegó a ser campeón del mundo de la categoría de 125cc en el 2000, consiguiendo 230 puntos, 13 puntos más que el segundo clasificado, el japonés Youichi Ui.